# Emma Bessone
Emma Bessone (* 1862 in Mailand; aktiv um 1885–1891) war eine italienische Primaballerina mit internationaler Karriere, die unter anderem in England und Russland auftrat. Sie gehört zusammen mit Virginia Zucchi, Elena Cornalba, Carlotta Brianza und Pierina Legnani zu den italienischen Tänzerinnen, die die Entwicklung des Balletts durch ihre ungewöhnlich brillante Technik beeinflussten.
Über ihr Leben ist nur sehr wenig bekannt. Sie studierte in Mailand und tanzte am 4. Januar 1885 in der Scala als Solistin neben dem berühmten Enrico Cecchetti und Rosa Turri in dem Ballett Messalina von L. Danesi.
1885–86 hatte sie ein Engagement als Primaballerina im Alhambra in London, zur selben Zeit wie ihre Kollegin Emma Paladino.
Als Höhepunkt ihrer Karriere gilt ihr relativ gut dokumentierter Aufenthalt in Sankt Petersburg im Jahr 1887, wo sie unter der Leitung des berühmten Choreografen Marius Petipa am 3. Mai ihr Debüt in Ondine ou la Naïade et le pêcheur gab.

Petipa ließ die Bessone auch die Rolle der Medora in einer Revision von Le Corsaire tanzen, wo ihr Partner, wie schon in Italien, Enrico Cecchetti war. Für die Höhlenszene in dieser Produktion schuf Petipa für Bessone und Cecchetti einen neuen Pas de deux, zu welchem Riccardo Drigo die Musik komponierte. Sie trat außerdem in der Titelrolle von Petipas Version von Giselle auf, ebenfalls zusammen mit Cecchetti.
Geradezu Sensation machte die Bessone wegen ihrer technischen Brillanz und Kraft in Lew Iwanows neuem Ballett Die Tulpe aus Haarlem (UA: 4. Oktober 1887), mit Musik von Boris von Vietinghoff-Scheel. Man war sich einig, dass sie darin „Wunder der Technik mit bemerkenswerter Leichtigkeit und Reinheit“ vollführte und lobte insbesondere ihre Balance. Der Kritiker Konstantin Skalkovsky schrieb, das Ballett sei ein persönlicher Triumph für Bessone gewesen und man könne kaum eine andere Primaballerina finden, die in der Lage sei in einer Vorstellung nur zwei Drittel dessen auszuführen, was sie mit absoluter Perfektion geleistet habe. Darüber hinaus habe sie die schwierigsten Variationen auf Wunsch des begeisterten Publikums auch noch ohne die geringsten Zeichen von Anstrengung wiederholt; ihre Stärke und Durchhaltekraft seien einfach erstaunlich. Zu Emma Bessones „Wundern“ gehörte eine Folge von 14 fouettés, was man zu dieser Zeit noch nie gesehen hatte – erst etwa fünf oder sechs Jahre später wurde diese Leistung von Pierina Legnani mit ihren legendären 32 fouettés noch übertroffen.
Insgesamt waren die Reaktionen des St. Petersburger Publikums auf Emma Bessone allerdings gemischt. Einige meinten ihre technische Brillanz gehe auf Kosten von Anmut und Grazie, wobei man besonders an ihren muskulösen Beinen etwas auszusetzen hatte, ohne die sie jedoch ihre Glanzleistungen gar nicht hätte vollbringen können. Ein Kritiker meinte, Bessones betont akrobatischer Stil erinnere eher an Zirkus und gehe auf Kosten des Künstlerischen, auch sei sie für ätherisch-fragile Hauptrollen in Balletten wie Giselle und Ondine (ou La Naïade et le pêcheur) weniger geeignet. Diese Kritiken spiegeln allerdings nicht nur ein individuelles Problem bezüglich Emma Bessone, sondern auch die allgemeinen Neuerungen, die sich im Ballett zu dieser Zeit bemerkbar machten.
Nach ihrem Petersburger Engagement kehrte Emma Bessone 1888 wieder nach London ans Alhambra zurück, wo sie bis 1890 als Solotänzerin angestellt war. Es existieren einige Fotos von ihr in der Titelrolle des Balletts Cupid, das sie mit dem Alhambra Theatre Ballet auch auf einer Tournee in den USA getanzt haben soll.  Zu ihren Londoner Kolleginnen dieser Zeit gehörte die erwähnte Pierina Legnani, die später ebenfalls nach Russland ging.
Laut Koegler soll Bessone auch einige Jahre in Moskau gewirkt haben.